# Arnold Riese
Arnold Riese (15. října 1871 Vídeň – 20. ledna 1912 Klagenfurt) byl rakouský politik německé národnosti z Korutan, na počátku 20. století poslanec Říšské rady.

## Biografie
Byl redaktorem v Klagenfurtu. Vystudoval měšťanskou školu a absolvoval učitelský ústav. Po několik let pracoval jako pedagog. Pak se angažoval v sociálně demokratické straně a byl redaktorem jejího listu v Klagenfurtu. Šlo o list Volkswille. Riese až do své smrti vedl jeho redakci. Zastával rovněž post zemského důvěrníka sociálně demokratické strany a zemského tajemníka odborů.
Působil i jako poslanec Říšské rady (celostátního parlamentu Předlitavska), kam usedl ve volbách do Říšské rady roku 1907, konaných poprvé podle všeobecného a rovného volebního práva. Byl zvolen za obvod Korutany 08. Po volbách roku 1907 byl uváděn coby člen Klubu německých sociálních demokratů.
Zemřel v lednu 1912 v zemské nemocnici v Klagenfurtu na následky zánětu slepého střeva.